# هیگینیو اورتوزار
هیگینیو اورتوزار (انگلیسی: Higinio Ortúzar; ۱۰ ژانویهٔ ۱۹۱۵ – ۸ نوامبر ۱۹۸۲) بازیکن فوتبال اهل شیلی بود که برای باراکالدو سی اف، اتلتیک بیلبائو، والنسیا سی اف، رئال وایادولید و رئال سوسیداد بازی کرد.